# کیمن پیشانی‌کوتاه
کیمن پیشانی‌کوتاه (نام علمی: Paleosuchus trigonatus) نام یک گونه از سرده دیرینه‌سوسمار است. این گونه کیمن در حوزه رودخانه‌های آمازون و اورینوکو واقع در آمریکای جنوبی زندگی می‌کند.

## ویژگی‌ها
طول نرهای این گونه می‌تواند به ۱٫۷تا۲٫۳ متر برسد، بیشترین طول ثبت شده از این گونه ۲٫۶ متر است. جنس ماده این گونه معمولاً ۱٫۴ متر طول دارد.

## پراکندگی و زیستگاه
این گونه بومی حوزه رودخانه‌های آمازون و اورینوکو واقع در آمریکای جنوبی در کشورهای، بولیوی، برزیل، کلمبیا، اکوادور، گویان فرانسه، گویان، پرو، سورینام، و ونزوئلاست.